# Julián Gorospe
Julián Gorospe Artabe (Mañaria, Vizcaya, 22 de marzo de 1960) es un exciclista español, profesional entre los años 1982 y 1994, durante los que consiguió 36 victorias. Su hermano menor Rubén también fue ciclista profesional.

## Biografía

### Época juvenil y amateur
Sus inicios en el ciclismo, en las filas de la S.C. Duranguesa fueron muy prometedores, proclamándose campeón de España de fondo en carretera en categoría júnior en 1977, además de repetir título en 1978 en la modalidad de contrarreloj por equipos (junto con Jon Koldo Urien, Federico Etxabe y Jon "Tati" Egiarte). 
Ya en 1980 en categoría amateur, compitiendo en las filas de Cafés Baqué que se creó esa temporada para dar continuidad al equipo juvenil de la S.C. Duranguesa dados los éxitos conseguidos por esa generación de juveniles, logró la victoria en el Gran Premio de las Naciones sobre 45 km, éxito que no lograba un ciclista español desde Luis Ocaña. y el subcampeonato en el campeonato de España de contrarreloj por equipos (junto con Federico Etxabe, Jon "Tati" Egiarte y García Robles).
En la siguiente temporada en 1981 fue su consagración como amateur, repitiendo título en el campeonato de España de contrarreloj por equipos (junto con Jon Koldo Urien, Sabino Angoitia y Jon "Tati" Egiarte), asimismo destacan sus victorias en el Memorial Valenciaga, en la Bira junto con tres etapas, Campeonato de Vizcaya, Subida a Gorla, Trofeo de la Ascensión junto a una etapa del mismo y el premio de la montaña y una etapa de la Vuelta a Navarra, en la que finalizó en tercera posición.

### Salto a profesionales
Su salto a la categoría profesional estuvo precedido de numerosos rumores que le unían a los equipos españoles más punteros de la época como Zor y Teka, pero finalmente fichó por el equipo navarro Reynolds, en cuya estructura permaneció toda su carrera como profesional. Destacó como un gran rodador, despuntando en etapas contrarreloj, que pasaba bien la alta montaña. 
Aunque logró triunfos de etapa tanto en la Vuelta a España, como en el Tour de Francia, no brilló como se esperaba de él en las Grandes Vueltas, y sus triunfos son más abundantes en pruebas de una semana. No obstante es de destacar que participó en doce Vueltas a España, y que en sus ediciones de 1983, donde cayó derrotado ante Bernard Hinault en la mítica etapa de Serranillos, y 1990, portó el maillot amarillo durante tres y cinco etapas, respectivamente. A su vez participó en nueve ediciones del Tour de Francia.
Sin duda sus mayores logros deportivos los obtuvo en la Vuelta al País Vasco, donde logró además dos victorias en la general en las ediciones de 1983 y 1990, acompañadas de sendas victorias de etapa, a las que hay que sumar sus victorias parciales en 1982 y 1984 (en la llegada al puerto de Ibardin, tras superar en el sprint a Sean Kelly), a lo que hay que sumar que también logró subir al podio en tres ocasiones más (2º en el 82 y 3º en el 87 y 88), así como tres veces dentro los diez primeros más en la clasificación general final y la clasificación de la montaña en el 84.
Fue compañero de equipo y gregario de Perico Delgado y de Miguel Induráin a lo largo de los años 80 y principios de los 90.

#### Primeros pasos como profesional: 82-84
Sus inicios en ciclismo profesional, en las filas del equipo navarro Reynolds, no pudieron ser más prometedores, dado que sus primeros éxitos apenas se hicieron esperar con sendas victorias de etapa, tanto en la Vuelta a Aragón como en la Vuelta al País Vasco. En esta última prueba estuvo a punto de dar la gran campanada, quedándose a escasos 4 segundos de la victoria en la general que se llevaría su compañero de equipo José Luis Laguía, tras superar en la última etapa al propio Laguía, pero sin conseguir recortarle el tiempo suficiente, y al gran favorito Francesco Moser.
Su progresión continuó en la disputa de la Vuelta a España, donde realizó tareas de gregario para su jefe de filas Ángel Arroyo, llegando incluso a finalizar en segunda posición en la decimoséptima etapa que se llevó Marino Lejarreta, con quien mantendría a lo largo de su carrera un sano pique deportivo.
Al finalizar su primera temporada contabilizó un total de 21 puestos entre los diez primeros de las carreras que disputó, confirmando así las esperanzas en él depositadas. Entre sus puestos de honor destaca el tercer puesto en la Subida Arrate y el sexto en el Gran Premio de las Naciones, prueba que ya había logrado como juvenil, confirmando sus grandes dotes como contrarrelojista (también finalizó segundo en una cronoescalada de la Vuelta a Suiza), así como el tercer lugar en la clasificación general de la Vuelta a Castilla.
En el año 1983 continuó su progresión y logró su consagración en la élite del ciclismo nacional, estando a punto de lograr la victoria en la Vuelta a España, tras vestir tres días el maillot amarillo, hasta que se cruzó en su camino Bernard Hinault en la ya mencionada mítica etapa de Serranillos.
En esta segundo temporada logró un total de 8 victorias, entre las que destaca la Vuelta al País Vasco con victoria de etapa incluida. Al finalizar la temporada contabilizó un total de 24 puestos entre los diez primeros de las carreras que disputó.

#### Madurez profesional y labores de gregario de lujo: 88-91
Su inicio de temporada en el 88 fue bastante positivo logrando el tercer puesto en la clasificación general de la París-Niza, de la Vuelta al País Vasco, así como un segundo puesto en la Vuelta a la Comunidad Valenciana.

#### Últimas temporadas: 92-94
Colgó la bicicleta en un critérium celebrado en Durango, con la presencia entre otros de Miguel Induráin.

### Director deportivo
Tras abandonar el ciclismo profesional, hasta la temporada 2006 se mantuvo ligado al ciclismo, primero como director deportivo del equipo ciclista amateur Olarra en 1997, y posteriormente en categoría profesional del Euskaltel-Euskadi entre 1998 y 2006, temporadas en las que el equipo experimentó una profunda transformación, pasando de ser uno de los equipos más modestos a convertirse en miembro del UCI ProTour y un equipo fijo en el Tour de Francia, el sueño fundacional del equipo.
No obstante su salida del equipo no fue la deseada al decidir la dirección del equipo no renovar su contrato que finalizaba en diciembre de 2006, apartándole de la dirección del equipo incluso antes de la disputa de la Vuelta de aquel año.

## Palmarés
| 1982 - 1 etapa de la Vuelta al País Vasco - 1 etapa de la Vuelta a Aragón 1983 - Vuelta al País Vasco, más 1 etapa - 1 etapa de la Semana Catalana - 1 etapa de la Vuelta a Burgos - 1 etapa de la Volta a Cataluña - Torrejón-Dyc - Clásica de Santander - Trofeo Masferrer 1984 - Vuelta a Andalucía - 2 etapas de la Vuelta a España - 1 etapa de la Vuelta al País Vasco - 2 etapas de la Midi Libre - Vuelta a los Valles Mineros, más 1 etapa 1985 - G.P. Bilbao - G.P. Llodio | 1986 - 1 etapa del Tour de Francia - 1 etapa de la Vuelta a Asturias 1987 - 1 etapa de la Vuelta a Galicia - G.P. Primavera 1988 - 1 etapa de la Vuelta a Cantabria 1990 - Vuelta al País Vasco, más 1 etapa 1991 - Dorletako Ama (Cronoescalada) 1992 - Trofeo Comunidad Foral de Navarra (hoy G.P. Miguel Induráin) 1993 - Vuelta a Andalucía - Vuelta a Valencia, más 1 etapa |

## Resultados en Grandes Vueltas y Campeonatos del Mundo
Durante su carrera deportiva ha conseguido los siguientes puestos en las Grandes Vueltas y en los Campeonatos del Mundo en carretera:
| Carrera         | 1982 | 1983 | 1984 | 1985 | 1986 | 1987 | 1988 | 1989 | 1990 | 1991 | 1992 | 1993 | 1994 |
| --------------- | ---- | ---- | ---- | ---- | ---- | ---- | ---- | ---- | ---- | ---- | ---- | ---- | ---- |
| Giro de Italia  | -    | -    | -    | -    | -    | -    | -    | -    | -    | 56.º | -    | -    | -    |
| Tour de Francia | -    | Ab.  | 52.º | -    | 79.º | 83.º | 60.º | 62.º | Ab.  | -    | 47.º | 74.º | -    |
| Vuelta a España | 31.º | 12º  | 6º   | 11º  | Ab.  | 30.º | 39.º | Ab.  | 21.º | Ab.  | 50.º | 29º  | -    |
| Mundial en Ruta | -    | 46.º | -    | -    | -    | -    | -    | -    | -    | -    | Ab.  | Ab.  | -    |

-: no participa

Ab.: abandono

## Equipos
- Reynolds (1982-1986)
- Reynolds-Seur (1987)
- Reynolds (1988)
- Reynolds-Banesto (1989)
- Banesto (1990-1994)